# Parablepisanis feai
Parablepisanis feai är en skalbaggsart som beskrevs av Stefan von Breuning 1950. Parablepisanis feai ingår i släktet Parablepisanis och familjen långhorningar. Inga underarter finns listade i Catalogue of Life.